# Biathlon agli XI Giochi paralimpici invernali
Le gare di biathlon ai XI Giochi paralimpici invernali di Soči 2014 si sono svolte dall'8 al 14 marzo nello Stadio Laura di Krasnaja Poljana. Sono state assegnate medaglie in diciotto specialità, sei in più rispetto alla precedente edizione di Vancouver 2010; anche le distanze sono state modificate.

## Calendario
| Uomini |  | 7,5 km seduti 7,5 km in piedi 7,5 km ipo e non vedenti |  |  | 12,5 km seduti 12,5 km in piedi 12,5 km ipo e non vedenti |  |  | 15 km seduti 15 km in piedi 15 km ipo e non vedenti       |  |  | 9  |
| Donne  |  | 6 km seduti 6 km in piedi 6 km ipo e non vedenti       |  |  | 10 km seduti 10 km in piedi 10 km ipo e non vedenti       |  |  | 12,5 km seduti 12,5 km in piedi 12,5 km ipo e non vedenti |  |  | 9  |
| Totale |  | 6                                                      |  |  | 6                                                         |  |  | 6                                                         |  |  | 18 |

## Categorie
Ognuna delle gare del biathlon classico è composta da tre tipi di competizioni:
- ipo e non vedenti (visually impaired, secondo la frequente espressione in inglese): tre categorie, da B1 (totalmente non vedenti) a B3 (parziale visibilità), che al poligono usano un fucile ad aria compressa dotato di un sistema elettro-acustico;
- in piedi (standing): nove categorie, da LW1 a LW9 (a seconda del tipo di amputazione);
- seduti (sitting): tre categorie, da LW10 ad LW12 (con paraplegia a gravità decrescente).

Viene comunque stilata un'unica classifica, ma i tempi dei singoli concorrenti vengono compensati applicando la cosiddetta "formula di compensazione del tempo" (adjusted time formula).

## Podi

### Uomini
| Categoria         | Oro                  | Tempo | Argento              | Tempo | Bronzo                                 | Tempo |
| 7,5 km            |                      |       |                      |       |                                        |       |
| In piedi          | Vladislav Lekomcev   |       | Mark Arendz          |       | Azat Karačurin                         |       |
| Seduti            | Roman Petuškov       |       | Maksym Yarovyi       |       | Kozo Kubo                              |       |
| Ipo e non vedenti | Vitaliy Luk'janenko  |       | Nikolaj Poluchin     |       | Vasilij Šapteboj                       |       |
| 12,5 km           |                      |       |                      |       |                                        |       |
| In piedi          | Azat Karačurin       |       | Nils Erik Ulset      |       | Mark Arendz                            |       |
| Seduti            | Roman Petuškov       |       | Aleksey Byčenok      |       | Grigorij Murygin                       |       |
| Ipo e non vedenti | Vitaliy Luk'janenko  |       | Nikolaj Poluchin     |       | Vasilij Šapteboj                       |       |
| 15 km             |                      |       |                      |       |                                        |       |
| In piedi          | Hryhorij Vovčyns'kyj |       | Nils Erik Ulset      |       | Kirill Michajlov                       |       |
| Seduti            | Roman Petuškov       |       | Grigorij Murygin     |       | Aleksandr Davidovič                    |       |
| Ipo e non vedenti | Nikolaj Poluchin     |       | Anatolyj Kovalevskyj |       | Stanislav Čochlaev Vitaliy Luk'janenko |       |

### Donne
| Categoria         | Oro                 | Tempo | Argento             | Tempo | Bronzo            | Tempo |
| 6 km              |                     |       |                     |       |                   |       |
| In piedi          | Alena Kaufman       |       | Anna Milenina       |       | Julyja Batenkova  |       |
| Seduti            | Andrea Eskau        |       | Svetlana Konovalova |       | Olena Jurkovs'ka  |       |
| Ipo e non vedenti | Michalina Lysova    |       | Julija Budaleeva    |       | Oksana Šyškova    |       |
| 10 km             |                     |       |                     |       |                   |       |
| In piedi          | Alena Kaufman       |       | Oleksandra Kononova |       | Natal'ja Bratjuk  |       |
| Seduti            | Anja Wicker         |       | Svetlana Konovalova |       | Ljudmyla Pavlenko |       |
| Ipo e non vedenti | Michalina Lysova    |       | Julija Budaleeva    |       | Oksana Šyškova    |       |
| 12,5 km           |                     |       |                     |       |                   |       |
| In piedi          | Oleksandra Kononova |       | Alena Kaufman       |       | Natal'ja Bratjuk  |       |
| Seduti            | Svetlana Konovalova |       | Anja Wicker         |       | Olena Jurkovs'ka  |       |
| Ipo e non vedenti | Julija Budaleeva    |       | Michalina Lysova    |       | Oksana Šyškova    |       |

## Medagliere
| Posizione | Paese       |    |    |   | Totale |
| --------- | ----------- | -- | -- | - | ------ |
| 1         | Russia      | 12 | 11 | 7 | 30     |
| 2         | Ucraina     | 4  | 3  | 8 | 15     |
| 3         | Germania    | 2  | 1  | 0 | 3      |
| 4         | Norvegia    | 0  | 2  | 0 | 2      |
| 5         | Canada      | 0  | 1  | 1 | 2      |
| 6         | Bielorussia | 0  | 0  | 2 | 2      |
| 7         | Giappone    | 0  | 0  | 1 | 1      |